# 公共政策民調基金會
公共政策民調基金會（英語：Public Policy Polling，簡稱PPP）是一間美國民主黨的民意調查公司，總部位於北卡羅萊納州羅里。該公司成立於2001年，現任總裁兼執行長是Dean Debnam。
除了政治問題，公司還向美國民眾詢問各式各樣的意見，例如上帝、新世界秩序陰謀論、全球暖化是否為騙局、巴拉克·歐巴馬有無上天堂的資格、是否應該對時尚人士特別徵稅，以及泰德·克魯茲是否是黃道十二宮殺手。該公司的調查方式為互動式語音應答以及自動化的問卷調查。

## 外部連結
- 官方网站